# Onofre Pratdesaba
Onofre Pratdesaba (Vic, 31 de març de 1733 - Roma, 16 de novembre de 1810) fou un dels jesuïtes espanyols que, després de ser expulsats d'Espanya pel rei Carles III d'Espanya, es varen distingir a Itàlia cultivant les lletres i les ciències. Abans ja havia ensenyat filosofia a Barcelona i teologia a Girona. A Ferrara, on va viure més de trenta anys, també es dedicà a l'ensenyança.
Deixà manuscrites moltes obres de diverses matèries, algunes es publicaren:
- Imago optimi Episcopi, sive de vita et virtutivus V. Raymundi Marimonii Vicensis in Ausetanis Episcopi (Ferrara, 1785), obra inspirada, com el mateix autor diu en el pròleg, en la vida que del mateix personatge havia escrit en castellà el pare Antoni Codorniu. La dedicà al cardenal i arquebisbe de Ferrara Alessandro Mattei
- Borsi Aretini primi Ferrariensis Ducis Prosopopaeia, en vers heroic (Ferrara, 1785).
- De causis nullius fructus reportati in promovendo probabiliorismo vocibus, scriptis pluribus Torquati Firmiani ad Lelium Flaminium Dissertatio Epistolaris(Venècia, 1786).
- Vicennalia Sacra Aragoniensia, sive de viris aragoniensibus religione illustribus hisce viginti annis gloriosa morte functis (Ferrara, 1787), obra de la qual deixà una continuació manuscrita, que comprenia altres 23 biografies de religiosos de la provincia d'Aragó, de la Companyia de Jesús, que s'havien distingit per la seva virtut.
- Vicennalia Sacra Peruviana, sive de viris peruvianis hisce viginti annis gloriosa morte functis (Ferrara, 1788), la qual conté 15 biografies i tres poemes.
- Pelajus (Ferrara, 1789).
- Ramirus (Ferrara, 1789)
- Ferdinandus (Ferrara, 1792).
- Saggio della vita, delle virtú e di prodigi del Padre Giovanni di Santiago, della Compagnia di Gesù (Parma, 1798).
- Operum scriptorum aragoniensum olim e Societate Jesu in Italiam deportatorum Index, publicada aquesta última amb el seupdonim Josephus Fontius a Valle Ausetano (Roma, 1803).